# Justus Strelow
Justus Strelow (Dippoldiswalde, 30 de diciembre de 1996) es un deportista alemán que compite en biatlón.
Ganó dos medallas de bronce en el Campeonato Mundial de Biatlón de 2025 y tres medallas en el Campeonato Europeo de Biatlón entre los años  2020 y 2022.

## Palmarés internacional
| Campeonato Mundial | Campeonato Mundial           | Campeonato Mundial | Campeonato Mundial      |
| Año                | Lugar                        | Medalla            | Prueba                  |
| ------------------ | ---------------------------- | ------------------ | ----------------------- |
| 2025               | Lenzerheide (Suiza)          | Medalla de bronce  | Relevo mixto            |
| 2025               | Lenzerheide (Suiza)          | Medalla de bronce  | Relevo mixto individual |
| Campeonato Europeo |                              |                    |                         |
| Año                | Lugar                        | Medalla            | Prueba                  |
| 2020               | Minsk-Raubichi (Bielorrusia) | Medalla de plata   | Relevo mixto individual |
| 2021               | Duszniki-Zdrój (Polonia)     | Medalla de oro     | Relevo mixto individual |
| 2022               | Arber (Alemania)             | Medalla de bronce  | Relevo mixto individual |